# Tequila (chanson)
Pour les articles homonymes, voir Tequila (homonymie).
Tequila est une composition de rock instrumental du saxophoniste américain Danny Flores (en) qu'il a enregistrée avec son groupe The Champs. Sortie en single le 15 janvier 1958, elle connaît un immense succès international avec plus de 6 000 000 d'exemplaires vendus.

## Composition et enregistrement
Mené par le saxophone joué par Danny Flores, Tequila est un morceau de rock mêlé à un rythme de mambo entièrement instrumental, à l'exception du titre qui est prononcé plusieurs fois. Danny Flores l'a signé sous le pseudonyme de Chuck Rio (qu'il conservera par la suite) car il était alors sous contrat avec un autre label que Challenge Records.  
Tequila est enregistré le 23 décembre 1957 lors d'une session organisée pour le musicien et chanteur du label Challenge Records Dave Burgess. Ce dernier joue de la guitare rythmique, entouré de Danny Flores au saxophone et aux claviers, Cliff Hills à la basse, Gene Alden à la batterie, Buddy Bruce à la guitare principale et Huelyn Duvall qui contribue aux chœurs.
C'est lors de cette session d'enregistrement que le groupe The Champs est formé. Et c'est sous le nom de The Champs que sort le 45 tours le 15 janvier 1958. Mais c'est une autre composition instrumentale, Train to Nowhere, signée Dave Burgess, qui en est le titre vedette. Tequila n'apparaît qu'en face B.
Un disc-jockey de Cleveland, davantage séduit par Tequila, décide de le diffuser largement. Rapidement, la composition de Danny Flores s'impose, et au mois de mars, elle est no 1 du Top 100 (ancêtre du Billboard Hot 100) et du classement Rhythm & Blues Records établis par le magazine Billboard. 
Dès lors, les pressages suivants, et ceux à destination de l'international chez London Records, mettront Tequila en face A.
Tequila est inclus dans le premier album des Champs, Go, Champs, Go!, qui sort plus tard en 1958.
Le groupe a sorti plusieurs « suites » à son plus célèbre succès : Too Much Tequila en 1960 et Tequila Twist en 1962.

## Distinctions
Tequila a remporté le Grammy Award de la meilleure prestation R&B lors de la toute première cérémonie des Grammy Awards en 1959.
En 2001, la composition reçoit un Grammy Hall of Fame Award. Elle est également sélectionnée par le Rock and Roll Hall of Fame, en 1995, comme l'une des « 500 chansons qui ont façonné le rock 'n' roll ».

## Reprises
Tequila a été repris par de nombreux artistes : Eddie Platt and His Orchestra dès janvier 1958 (20e au classement du Billboard), Ted Heath and His Music (21e au Royaume-Uni en 1958), Xavier Cugat, The Ventures, Santo & Johnny, Hot Butter, Dr. Feelgood, No Way José (47e au Royaume-Uni en 1985), A.L.T. and the Lost Civilization (4e en Nouvelle-Zélande, 8e en Australie et 53e aux Pays-Bas en 1992,,), Ö la Palöma Boys sous le titre Once You Drink Tequila (20e en Allemagne et 30e en Suisse en 1999,). La plus célèbre restant celle du guitariste Wes Montgomery dans l'album de 1966.

## Utilisation dans les médias
De par sa popularité, le morceau a souvent été entendu dans différents médias, films, ou séries télévisées. Son utilisation dans le film Pee-Wee Big Adventure de Tim Burton a donné lieu à une ressortie du single au Royaume-Uni en 1987 et une brève réapparition dans le UK Singles Chart.

## Classements hebdomadaires
| Classement (1958)                       | Meilleure position |
| --------------------------------------- | ------------------ |
| Australie (Kent Music Report)           | 4                  |
| Belgique (Flandre Ultratop 50 Singles)  | 3                  |
| Belgique (Wallonie Ultratop 50 Singles) | 2                  |
| États-Unis (Top 100)                    | 1                  |
| États-Unis (Rhythm & Blues Records)     | 1                  |
| Pays-Bas (Single Top 100)               | 5                  |
| Royaume-Uni (UK Singles Chart)          | 5                  |

| Classement (1987)              | Meilleure position |
| ------------------------------ | ------------------ |
| Royaume-Uni (UK Singles Chart) | 82                 |